# Ентоні Стракер
Ентоні Отніл Стракер (англ. Anthony Othneal Straker; нар. 23 вересня 1988, Ілінг, Лондон, Англія) — гренадський та англійський футболіст, захисник / півзахисник клубу «Бат Сіті» з Національної ліги Південь та збірної Гренади.

## Клубна кар'єра

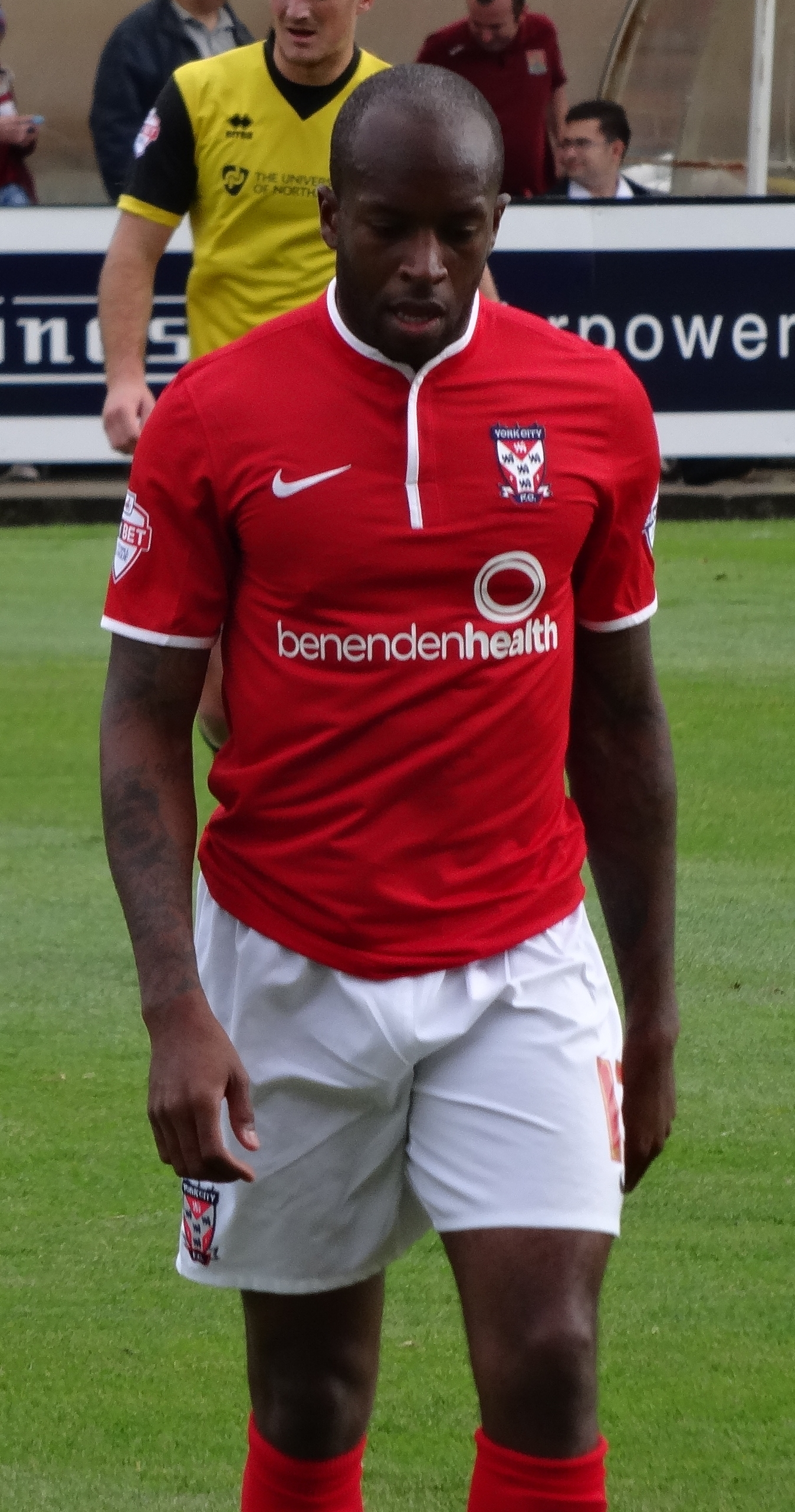
Ентоні Стракер під час виступів за «Йорк Сіті» у 2014 році

Народився в Ілінгу, Лондон, футбольну кар'єру розпочав у молодіжній академії «Крістал Пелес», також тренувався з першою командою клубу. У березні 2007 року отримав від «Пелес» статус вільного агента й відправився на перегляд у «Йовіл Таун» з Першої футбольної ліги Англії.
Після цього відправився на перегляд в «Олдершот Таун» з Національної ліги (клуб проходив передсезонну підготовку), за результатами якого 6 серпня 2007 року підписав 1-річний контракт. Після прекрасної першої частини сезону, у лютому 2008 року Ентоні продовжив контракт з клубом на покращених умовах, за яким він мав виступати в «Олдершот Таун» до червня 2010 року. Того ж року був провідним гравцем команди, яка виграла Кубок Футбольної Конференції та Національну лігу. Під час січневого трансферного вікна 2011 року відправився в 1-місячну оренду до «Вікем Вондерерз».
2 липня 2012 року Стракер підписав 2-річний контракт з «Саутенд Юнайтед». Незважаючи на те, що Ентоні перейшов до «Саутенда» вільним агентом, «Олдершот» мав право на фінансову компенсацію за підготовку футболіста, оскільки гренадцю на момент переходу ще не виповнилося 23-х років. Було погоджено суму компенсації у розмірі 17 500 фунтів стерлінгів плюс бонуси. 
12 червня 2014 року, після відмови від нового контракту з «Саутенд», підписав 2-річний контракт з «Йорк Сіті», який виступав у Другій футбольній лізі. Дебютував за нову команду 9 серпня 2014 року в матчі-відкритті сезону 2014/15 (1:1) проти «Транмер Роверз».
Під керівництвом Рассела Вілкокса на поле виходив рідко, тому 29 січня 2015 року був відправлений в оренду до завершення сезону 2014/15 років у «Мотервелл» з шотландського Прем'єршипу. А вже через два дні дебютував за нову команду в нічийному (1:1) домашньому поєдинку проти «Сент-Джонстона». У Шотландії зіграв 13 матчів, перш ніж повернувтися до «Йорку». 22 січня 2016 року сторони домовилися про розірвання контракту й Стракер залишив клуб.
12 лютого 2016 року, після успішного перегляду, підписав контракт з клубом Національної ліги «Грімсбі Таун» до завершення сезону 2015/16 років. По завершенні сезону в Ентоні закінчився контракт, який керівництво «Грімсбі» вирішило не продовжувати.
21 червня 2016 року, після чотирирічної перерви, Ентоні повернувся до «Олдершот Таун», підписавши 1-річний контракт з клубом.
20 травня 2017 року, незважаючи на пропозицію продовження угоди з «Олдершот Таун», Стракер підписав контракт з представником Національної ліги «Бат Сіті».

## Кар'єра в збірній
17 листопада 2005 року дебютував за юнацьку збірну Англії U-18 в програному (0:1) виїзному товариському поєдинку проти однолітків з Туреччини, вийшовши на поле на 77-й хвилині замість Кріса Ріллея. Зіграв ще один поєдинок, вийшовши на поле в стартовому складі іншого товариського поєдинку проти Словенії. Матч відбувся 17 квітня 2006 року й завершився перемогою (2:1) англійців, по завершенні першого тайму Ентоні замінив Адам Воттс. У січні 2008 року Стракер був викликаний до національної збірної Барбадосу на майбутній відбірний матч першого раунду кваліфікації зони CONCACAF чемпіонат світу 2010 року проти Домініки, хоча Ентоні й не зіграв у тому матчі.
У травні 2011 року був викликаний до складу національної збірної Гренади на Золотий кубок КОНКАКАФ 2011 року. Стракер зіграв у двох товариських матчах, які передували турніру, в тому числі й 27 травня 2011 року в дебютному поєдинку за гренадців проти Антигуа і Барбуди, який завершився нічиєю 2:2. На турнірі ж дебютував за збірну Гренади 6 червня 2011 року в її першому поєдинку на турнірі, програному (0:4) збірній Ямайці на «СтабХаб Центр». Ентоні зіграв ще в двох важливих матчах групового етапу, які Гренада програла: 10 червня 2011 року збірній Гондурасу (1:7) та 13 червня проти збірної Гватемали на «Ред Булл Арені» (0:4). Зіграв у трьох матчах другого раунду кваліфікації Карибського кубку 2012, хоча Гренада й не пробилася до фінального раунду кваліфікації на турнір, за різницею забитих і пропущених м'ячів посіла 3-є місце на груповому етапі. Дебютним голом за збірну відзначився 4 вересня 2015 року на 33-й хвилині (реалізував пенальті) програного 1:3 домашнього поєдинку кваліфікації чемпіонату світу 2018 проти Гаїті.

## Стиль гри
Спочатку використовувався як лівий вінгер, проте в сезоні 2009/10 років виступав на позиції лівого бека.

## Статистика

### Клубна
Станом на 7 серпня 2018
| Клуб                       | Сезон             | Ліга                     | Ліга  | Ліга | Кубок ФА | Кубок ФА | Кубок ліги | Кубок ліги | Інші  | Інші | Загалом | Загалом |
| Клуб                       | Сезон             | Дивізіон                 | Матчі | Голи | Матчі    | Голи     | Матчі      | Голи       | Матчі | Голи | Матчі   | Голи    |
| -------------------------- | ----------------- | ------------------------ | ----- | ---- | -------- | -------- | ---------- | ---------- | ----- | ---- | ------- | ------- |
| «Олдершот Таун»            | 2007–08           | Національна ліга         | 43    | 0    | 3        | 0        | —          | —          | 10    | 1    | 56      | 1       |
| «Олдершот Таун»            | 2008–09           | Друга ліга               | 32    | 0    | 3        | 0        | 0          | 0          | 0     | 0    | 35      | 0       |
| «Олдершот Таун»            | 2009–10           | Друга ліга               | 37    | 2    | 3        | 0        | 0          | 0          | 3     | 0    | 43      | 2       |
| «Олдершот Таун»            | 2010–11           | Друга ліга               | 38    | 2    | 3        | 0        | 1          | 0          | 2     | 0    | 44      | 2       |
| «Олдершот Таун»            | 2011–12           | Друга ліга               | 44    | 2    | 3        | 0        | 3          | 0          | 1     | 0    | 51      | 2       |
| «Олдершот Таун»            | Загалом           | Загалом                  | 194   | 6    | 15       | 0        | 4          | 0          | 16    | 1    | 229     | 7       |
| «Вікем Вондерерз» (оренда) | 2010–11           | Друга ліга               | 4     | 0    | —        | —        | —          | —          | —     | —    | 4       | 0       |
| «Саутенд Юнайтед»          | 2012–13           | Друга ліга               | 28    | 0    | 1        | 0        | 1          | 0          | 4     | 0    | 34      | 0       |
| «Саутенд Юнайтед»          | 2013–14           | Друга ліга               | 39    | 2    | 4        | 3        | 1          | 0          | 3     | 1    | 47      | 6       |
| «Саутенд Юнайтед»          | Загалом           | Загалом                  | 67    | 2    | 5        | 3        | 2          | 0          | 7     | 1    | 81      | 6       |
| «Йорк Сіті»                | 2014–15           | Друга ліга               | 12    | 0    | 0        | 0        | 1          | 0          | 1     | 0    | 14      | 0       |
| «Йорк Сіті»                | 2015–16           | Друга ліга               | 11    | 0    | 0        | 0        | 0          | 0          | 2     | 0    | 13      | 0       |
| «Йорк Сіті»                | Загалом           | Загалом                  | 23    | 0    | 0        | 0        | 1          | 0          | 3     | 0    | 27      | 0       |
| «Мотервелл» (оренда)       | 2014–15           | Шотландський Прем'єршип  | 12    | 0    | —        | —        | —          | —          | 1     | 0    | 13      | 0       |
| «Грімсбі Таун»             | 2015–16           | Національна ліга         | 2     | 0    | —        | —        | —          | —          | 1     | 0    | 3       | 0       |
| «Олдершот Таун»            | 2016–17           | Національна ліга         | 33    | 0    | 1        | 0        | —          | —          | 3     | 0    | 37      | 0       |
| «Бат Сіті»                 | 2017–18           | Національна ліга Південь | 36    | 1    | 4        | 0        | —          | —          | 0     | 0    | 40      | 1       |
| «Бат Сіті»                 | 2018–19           | Національна ліга Південь | 2     | 0    | 0        | 0        | —          | —          | 0     | 0    | 2       | 0       |
| «Бат Сіті»                 | Загалом           | Загалом                  | 38    | 1    | 4        | 0        | —          | —          | 0     | 0    | 42      | 1       |
| Усього за кар'єру          | Усього за кар'єру | Усього за кар'єру        | 373   | 9    | 25       | 3        | 7          | 0          | 31    | 2    | 436     | 14      |

1. ↑  Шість матчів у Трофеї ФА, чотири матчі та один гол у Кубку Національної ліги
2. ↑  Один матч у Трофеї ФЛ, два — у плей-оф Другої ліги
3. 1 2 3 4 5  Матч(і) у Трофеї ФЛ
4. ↑  One appearance in Football League Trophy, two appearances and one goal in League Two play-offs
5. ↑  Матчі в плей-оф Шотландського Прем'єршипу
6. ↑  Матчі в Трофеї ФА
7. ↑  Два матчі в Трофеї ФА, один поєдинок у плей-оф Національної ліги

### У збірній
Станом на 8 вересня 2015
| Національна збірна | Рік     | Матчі | Голи |
| ------------------ | ------- | ----- | ---- |
| Гренада            | 2011    | 5     | 0    |
| Гренада            | 2012    | 3     | 0    |
| Гренада            | 2015    | 2     | 1    |
| Загалом            | Загалом | 10    | 1    |

### Голи за збірну
Станом на 8 вересня 2015. Голи збірної Гренади вказані першими, у колонці «рахунок» вказаний рахунок матчі на момент голу Стракера.
| №. | Дата           | Місце                                                | Поєдинок | Суперник | Рахунок | Результат | Змагання             | Пос    |
| -- | -------------- | ---------------------------------------------------- | -------- | -------- | ------- | --------- | -------------------- | ------ |
| 1  | 4 вересня 2015 | Національний стадіон Гренади, Сент-Джорджес, Гренада | 9        | Гаїті    | 1–1     | 1–3       | кваліфікація ЧС 2018 | [ 21 ] |

## Досягнення
- Національна ліга
  -  Чемпіон (1): 2007–08[1]

- Кубок Національної ліги
  -  Володар (1): 2007–08[6]